# A Christmas to Remember
A Christmas to Remember è il tredicesimo album in studio e terzo album natalizio della cantautrice statunitense Amy Grant, registrato con la Patrick Williams Orchestra e pubblicato il 19 ottobre 1999.

## Tracce
1. A Christmas to Remember – 4:21
2. Christmas Can't Be Very Far Away – 3:15
3. Silent Night – 3:46
4. Christmas Lullaby (I Will Lead You Home) – 3:10
5. Highland Cathedral – 2:49
6. Jingle Bell Rock – 2:25
7. Mister Santa – 2:30
8. 'Til the Season Comes 'Round Again – 5:04
9. Gabriel's Oboe – 2:14
10. Welcome to Our World – 2:56
11. Agnus Dei – 6:15

## Classifiche

### Classifiche settimanali
| Classifica (1999) | Posizione massima |
| ----------------- | ----------------- |
| Stati Uniti       | 36                |

### Classifiche di fine anno
| Classifica (2000) | Posizione |
| ----------------- | --------- |
| Stati Uniti       | 195       |